# Bahnhof Malchin
Der Bahnhof Malchin in Malchin, Am Bahnhof 2, stammt von 1864 und liegt an der Bahnstrecke Bützow–Szczecin (Stettin). Er dient heute dem Regionalverkehr. Das Empfangsgebäude steht unter Denkmalschutz.

## Geschichte

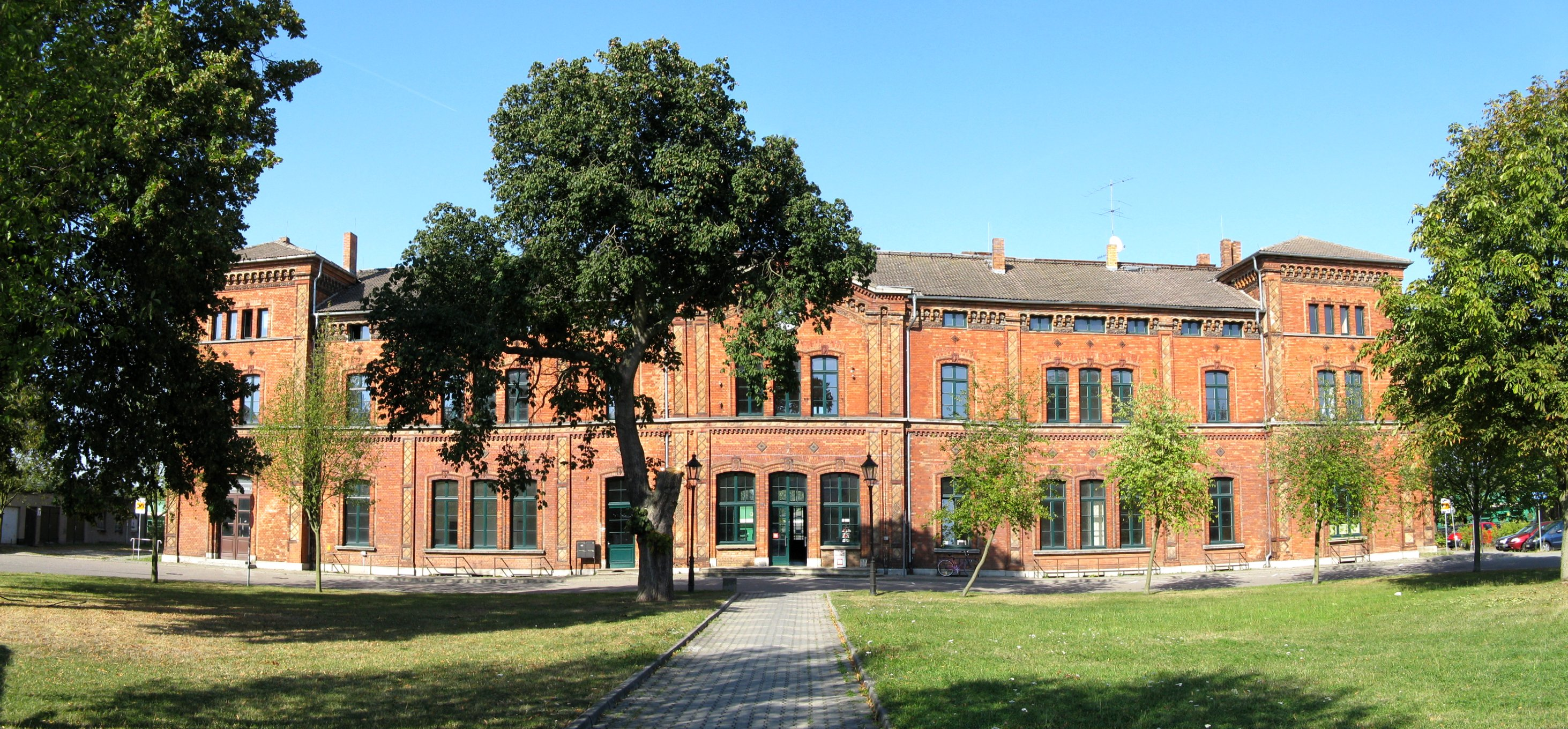
Bahnhof Malchin

1863 wurde zunächst der preußische Abschnitt Stettin–Strasburg (Uckerm) der Strecke in Betrieb genommen und kurz darauf der in Mecklenburg liegende Abschnitt Güstrow–Teterow–Malchin–Neubrandenburg. Die Direktion der Friedrich-Franz-Eisenbahn hatte zu dieser Zeit ihren Hauptsitz bahnhofsnah in Malchin (das Gebäude beherbergte ab 1921 das Finanzamt), was wohl der Grund war, ein so großes repräsentatives Bahnhofsgebäude für eine Kleinstadt zu planen.
Das zweigeschossige 17-achsige historisierende verklinkerte Gebäude mit seinen zwei dreigeschossigen Seitenflügeln und dem mittigen Eingangs-Giebelrisalit wurde 1864 im Stil der Gründerzeit für eine eingleisige Bahnstrecke gebaut.
In dem sanierten Bahnhofsgebäude befinden sich heute auch die Büros verschiedener Firmen und des Tourismusverbandes Mecklenburgische Schweiz sowie ein Restaurant und ein Kiosk.
1879 wurde die Bahnstrecke Waren–Malchin eröffnet. Der Personenverkehr auf dieser Strecke wurde 1996 eingestellt, 1998 wurde die Strecke stillgelegt.
1907 kam die Bahnstrecke Malchin–Dargun hinzu, so dass der Bahnhof zum Kreuzungsbahnhof wurde. Die Bahnverwaltung firmierte inzwischen als Großherzoglich Mecklenburgische Friedrich-Franz-Eisenbahn. Auch auf dieser Strecke wurde der Personenverkehr 1996 eingestellt und die Strecke 1997 stillgelegt.
2022 verkehrt in Malchin der RE 4 Lübeck–Bützow–Neubrandenburg–Pasewalk–Szczecin.

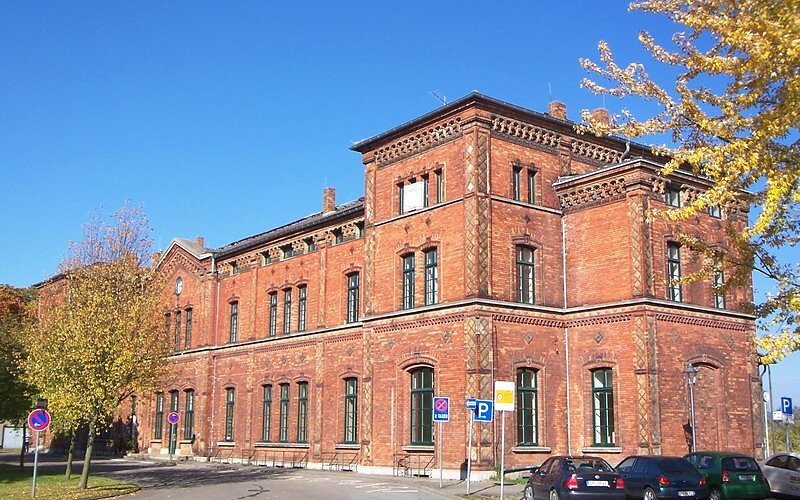
Empfangsgebäude
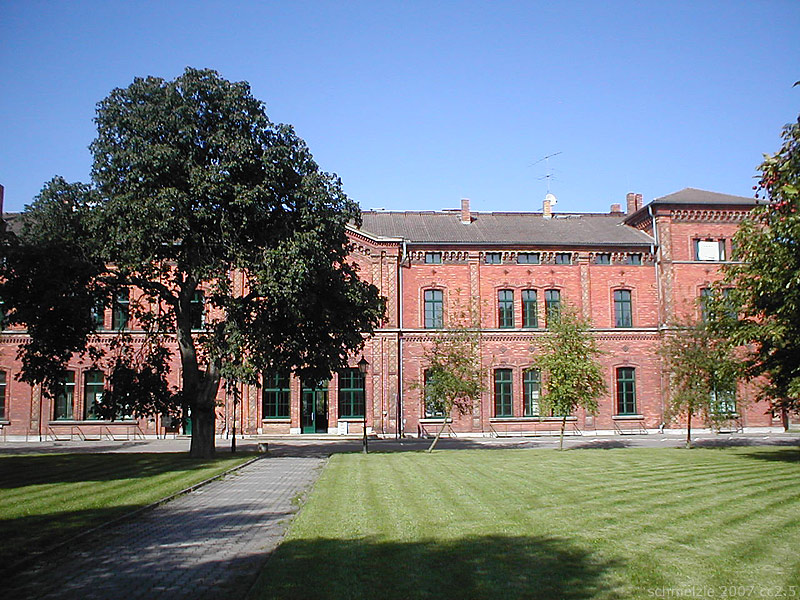
Empfangsgebäude
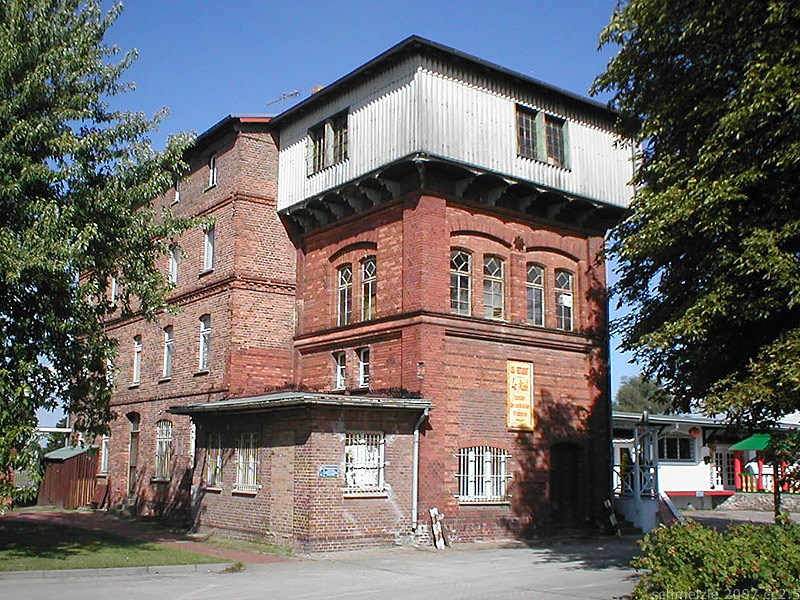
Betriebsgebäude
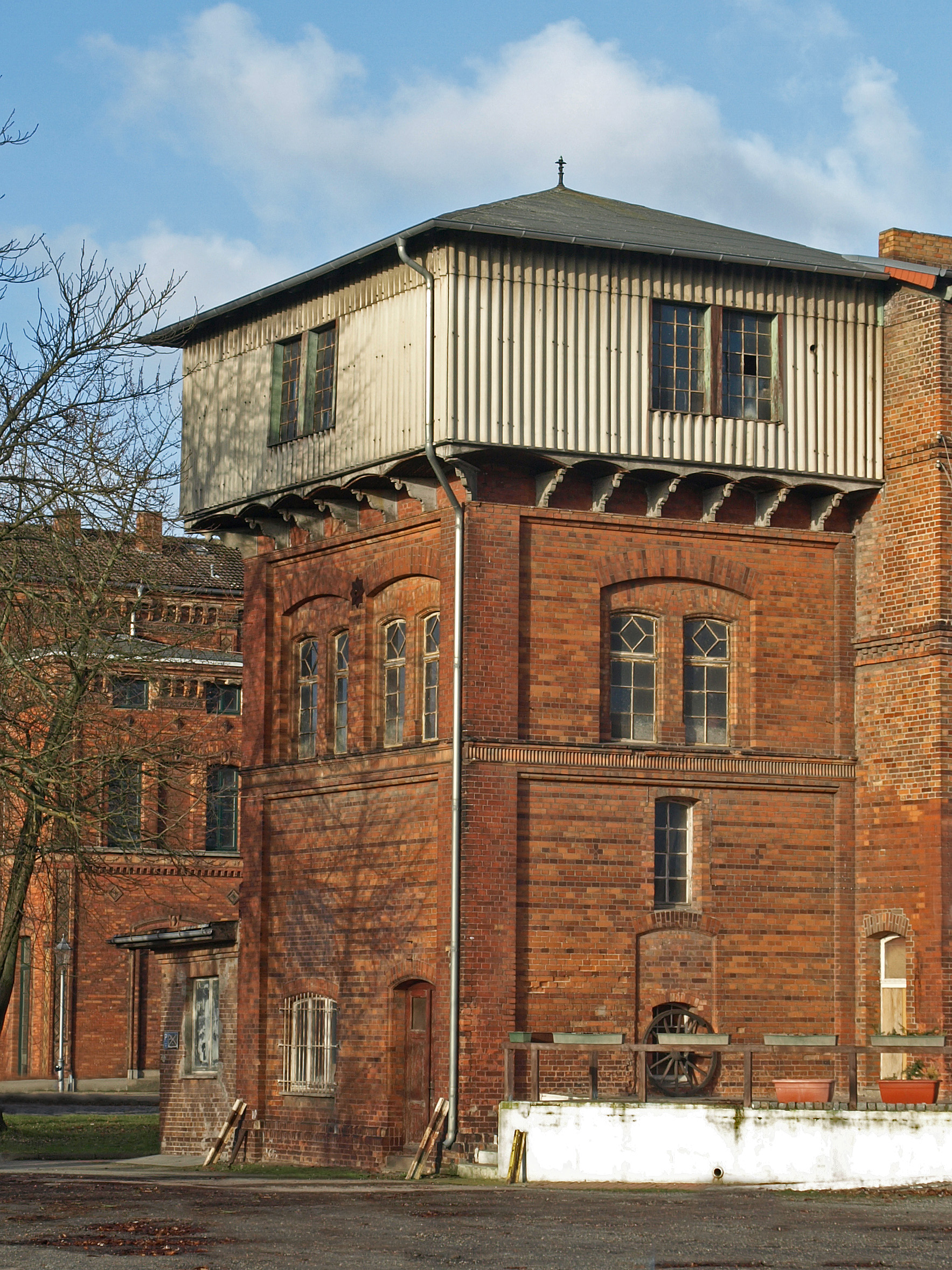
Wasserturm